# V barré
Ne doit pas être confondu avec Ɐ, Petite capitale a culbuté, ∀, 𐆗, Ꝟ ou ℣.
Le v barré, v, est une lettre additionnelle de l’alphabet latin utilisée comme symbole phonétique. Il est parfois aussi utilisé pour transcrire le v barré diagonalement qui a été utilisée dans l’écriture du danois aux XIe et XIIe siècles.

## Utilisation
Le v barré diagonalement ‹ ꝟ › a été utilisée dans l’écriture du danois aux XIe et XIIe siècles, notamment dans le manuscrit de Flensbourg du Jyske Lov du 14e siècle ; cette lettre est transcrite avec un v barré horizontalement par certains auteurs dont notamment dans le Palæografisk atlas , dans Det danske sprogs historie publié par Peter Skautrup (da) en 4 volumes de 1944 à 1968 ou encore plusieurs ouvrages de Johannes Brøndum-Nielsen.
La majuscule V barré est utilisée dans la notation atomique de Jöns Jacob Berzelius, utilisée à partir de 1827 au XIXe siècle, où les symboles avec une lettre initiale barrée représentent deux atomes, par exemple ‹ V › pour deux atomes de vanadium,.
Friedrich Lorentz utilise le v barré dans sa grammaire du cachoube publiée en 1927.
Robert J. Gregg utilise le v barré ‹ v › dans une description phonologique du dialecte d’East Antrim comme substitut au symbole API [ʌ̱] dans un manuscrit de 1953 rédigé à la machine à écrire.
En 1980, Peter Ladefoged (en) utilise le v barré ‹ v › comme symbole phonétique représentant une consonne battue labio-dentale voisée [ⱱ] dans la transcription du margi.
Le v barré ‹ v › est utilisé dans l’Alphabet général des langues camerounaises comme symbole phonétique pour représenter une consonne battue labio-dentale voisée [ⱱ], écrite avec le digramme ‹ vb ›,.
Andrés Teyolotzin Hasler Hangert utilise le v barré ‹ v › comme symbole phonétique pour une consonne fricative labio-dentale voisée [v] avec une ouverte étroite des lèvres dans une description du nahuatl de Tehuacán-Zongolica (en) publiée en 1996.

## Représentation informatique
Le v barré n’a pas été codé dans un codage standard. Il peut être représenté approximativement à l’aide de la lettre V et de formattage ‹ V › et ‹ v › ou à l’aide de signe diacritique ‹ V̶ › et ‹ v̶ › ou ‹ V̵ › et ‹ v̵ ›.

## Sources
- (de) Jöns Jacob Berzelius, Atomgewichts-Tabellen: Besonderer Abdruck aus Berzelius Lehrbuch der Chemie (3), 1845 (lire en ligne)
- (de) Heinrich Ludwig Buff, Kurzes Lehrbuch der anorganischen Chemie, entsprechend den neueren Ansichten, Erlangen, Enke, 1868 (lire en ligne)
- (en) Robert J. Gregg, « The phonology of an East Antrim dialect », dans Anne Smyth, Michael Montgomery, Philip Robinson, The academic study of Ulster-Scots, National Museums and Galleries of Northern Ireland, 2006 (ISBN 978-0902588639, lire en ligne)
- [Hasler 1996] (es) Andrés Teyolotzin Hasler Hangert, El náhuatl de Tehuacán-Zongolica, Centro de Investigaciones y Estudios Superiores en Antropología Social, Ediciones de la Casa Chata, 1996 (ISBN 968-496-304-1)
- (en) Johan Erik Jorpes (trad. Barbara Steele), Jac. Berzelius – his life and work, Stockholm, Almqvist & Wiksell, 1966 (réimpr. University of California Press, Berkeley, 1970), 156 p. (ISBN 0520016289)
- (da) Johannes Brøndum-Nielsen, Gammeldansk grammatik i sproghistorisk fremstilling, vol. 1, J. H. Schultz, 1950
- (da) Kristian Kaalund, Palæografisk atlas, vol. 1 : Dansk afdeling, København, Gyldendalske boghandel, 1903
- (en) Peter Ladefoged, « Cross linguistic studies of speech production », UCL Working Papers in Phonetics, no 51,‎ 1980, p. 92-104 (lire en ligne )
- (pl + csb) Friedrich Lorentz, Gramatyka Pomorska, vol. 1, Poznań, Instytut Zachodnio Słowiański, 1927 (lire en ligne)
- (da) Peter Skautrup, Det danske sprogs historie, vol. 1 : fra guldhornene til jyske lov, Gyldendal, 1944
- Maurice Tadadjeu et Étienne Sadembouo, Alphabet général des langues camerounaises, Yaoundé, Département des Langues Africaines et Linguistique, Université de Yaoundé, 1979